# Neuenhof (Marienheide)
Neuenhof ist ein ehemaliger Ort der Gemeinde Marienheide im Oberbergischen Kreis in Nordrhein-Westfalen.

## Lage und Beschreibung
Neuenhof liegt im Südwesten von Marienheide im Tal des Mühlenbaches an der Landstraße L97 (Leppestraße) am Rande eines Neubaugebietes. 2012 besteht der Ort aus zwei Teichen, einem ehemaligen Mühlenstandort und einem Regenüberlaufbecken. Nachbarorte sind Winkel, Niederwette und Himmerkusen.

## Geschichte
In der Preußischen Uraufnahme von 1840 ist im Bereich Neuenhof ein Mühlensymbol verzeichnet. Die Mühle ist mit „Höller Mühle“ benannt. Ab der topografische Karte (Preußische Neuaufnahme) von 1894 bis 1896 lautet die Ortsbezeichnung „Neuenhof“. 1931 ist das Mühlensymbol letztmals in einer topografischen Karte aufgeführt. Bis 1995 wird die Ortsbezeichnung Neuenhof in den topografischen Karten geführt.

## Busverbindungen
Über die Haltestelle Wette und Niederwette der Linien 308 und 399 (VRS/OVAG) ist Neuenhof an den öffentlichen Personennahverkehr angebunden.